# No Guts...No Glory
Pour l'album homonyme d'Airbourne, voir No Guts. No Glory..
Albums de Molly Hatchet
Take No Prisoners
(1981) The Deed Is Done
(1984)
Singles
1. Kinda Like Love
Sortie : 1983

No Guts...No Glory est le cinquième album studio du groupe de rock sudiste, Molly Hatchet. Il est sorti en mars 1983 sur le label Epic Records et a été produit par Tom Werman avec l'aide de Dave Hlubek et Duane Roland.

## Historique
Cet album marque le retour du chanteur original Danny Joe Brown et le renouveau de la section rythmique, Riff West (basse) remplace Banner Thomas et Bobby Borden (batterie, ex-Mother's Finest) remplace Bruce Crump.
Il sera enregistré aux Bee Jay Recording Studios d'Orlando en Floride et aux Record Plant Studios, Los Angeles en Californie.
Il est le seul album studio du groupe dont la pochette n'est pas inspiré par le genre Heroic fantasy. Les membres du groupe sont costumés et armés comme des desperados prêts à en découdre. La photo fut prise au Six Gun Territory, un parc d'attraction consacré au Western situé à Silver Springs en Floride qui ferma ses portes en janvier 1984 .
Lors de la tournée de promotion qui suivit, le guitariste et membre fondateur, Steve Holland, quitta le groupe. Il sera remplacé par le claviériste John Galvin, qui joue du piano sur cet album, et qui deviendra à partir de là, un membre permanent du groupe.
L'album se classa à la 59e place du Billboard 200.

## Liste des titres
Face 1
| No | Titre                   | Auteur                                   | Durée |
| -- | ----------------------- | ---------------------------------------- | ----- |
| 1. | What Doesn't It Matter? | Danny Joe Brown, Duane Roland, Riff West | 3:34  |
| 2. | Ain't Even Close        | Brown, Roland, West                      | 4:35  |
| 3. | Sweet Dixie             | Dave Hlubek, Steve Holland               | 3:56  |
| 4. | Fall of the Peacemakers | Hlubek                                   | 8:06  |

Face 2
| No | Titre                  | Auteur                       | Durée |
| -- | ---------------------- | ---------------------------- | ----- |
| 1. | What's It's Gonna Take | Gary O'Connor                | 4:00  |
| 2. | Kinda Like Love        | Bobby Allison, Mac Elsensohn | 4:10  |
| 3. | Under the Gun          | Hlubek, West                 | 3:55  |
| 4. | On the Prowl           | Brown, Hlubek, Barry Borden  | 4:06  |
| 5. | Both Sides             | Hlubek                       | 5:07  |

## Musiciens
Molly Hatchet
- Danny Joe Brown: chant
- Dave Hlubek: lead guitare, guitares
- Duane Roland: lead guitare, guitares
- Steve Holland: lead guitare, guitares
- Riff West: basse
- Barry "B.B." Borden: batterie, percussions

Musiciens additionnels
- Dru Lombard: guitare sur On the Prowl & Both Sides
- Scott Shelly: guitare sur Kinda Like Love
- John Galvin: piano
- Jai Winding: claviers

## Charts
| Pays       | Chart         | Durée du classement | Meilleur classement |
| ---------- | ------------- | ------------------- | ------------------- |
| États-Unis | Billboard 200 | 20 semaines         | 59e                 |